# Dorymyrmex alboniger
Dorymyrmex alboniger é uma espécie de formiga do gênero Dorymyrmex.